# Devork Lake
Devork Lake är en sjö i Kanada.   Den ligger i Thunder Bay District och provinsen Ontario, i den sydöstra delen av landet, 900 km nordväst om huvudstaden Ottawa. Devork Lake ligger 338 meter över havet. Arean är 0,88 kvadratkilometer. Den sträcker sig 2,5 kilometer i nord-sydlig riktning, och 2,0 kilometer i öst-västlig riktning.
I omgivningarna runt Devork Lake växer i huvudsak blandskog. Trakten runt Devork Lake är nära nog obefolkad, med mindre än två invånare per kvadratkilometer.